# 秋月左都夫

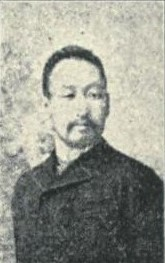
秋月左都夫

秋月 左都夫（あきづき さつお、1858年4月7日（安政5年2月24日）- 昭和20年（1945年）6月25日）は、日向国生まれの外交官。宮内省御用掛、位階および勲等は正三位・勲一等。

## 来歴・人物
高鍋藩の家老、秋月種節（あきづき たねよ）の三男として生まれる。秋月種茂が開いた藩校明倫堂出身。鹿児島医学校中退。 司法省法学校卒業。
いったん司法省に入るが外交官に転じ、スウェーデン公使、駐ベルギー公使、オーストリア特命公使を歴任後、1914年（大正3年）に退官。1919年（大正8年）のパリ講和会議では全権顧問をつとめた。
駐ベルギー公使だった1908年（明治41年）には、イギリスのボーイスカウト運動について日本に報告し、これにより日本にボーイスカウト運動が伝わった。 
読売新聞社の編集顧問（後に社長）、京城日報社長を務め、大日本皇道立教会副会頭でもあった。
政治家の古島一雄らとともに創価教育学会（創価学会の前身）の設立にも尽力した。

## 栄典・授章・授賞
位階
- 1892年（明治25年）9月26日 - 従七位[1]
- 1893年（明治26年）12月16日 - 正七位[2]
- 1896年（明治29年）5月30日 - 従六位[3]
- 1898年（明治31年）8月18日 - 正六位[4]
- 1901年（明治34年）7月10日 - 従五位[5]
- 1904年（明治37年）9月8日 - 正五位[6]
- 1909年（明治42年）3月1日 - 従四位[7]
- 1911年（明治44年）3月20日 - 正四位[8]
- 1914年（大正3年）
  - 4月10日 - 従三位[9]
  - 7月10日 - 正三位[10]

勲章等
- 1906年（明治39年）4月1日 - 勲三等旭日中綬章[11]
- 1910年（明治43年）6月24日 - 勲二等瑞宝章[12]
- 1915年（大正4年）11月10日 - 大礼記念章（大正）[13]
- 1940年（昭和15年）8月15日 - 紀元二千六百年祝典記念章[14]

## 親族
- 妻 その（園子）- 三島通庸長女[15]
- 弟 鈴木馬左也（すずき まさや） - 農商務省参事官。住友財閥発展の功労者。
- 義兄 三島彌太郎（妻その兄）[15]
- 義弟　牧野伸顕（妻その妹・峰子の夫）[16]
- 娘婿 郡山智 - 南満州鉄道理事